# Hermann Gerland

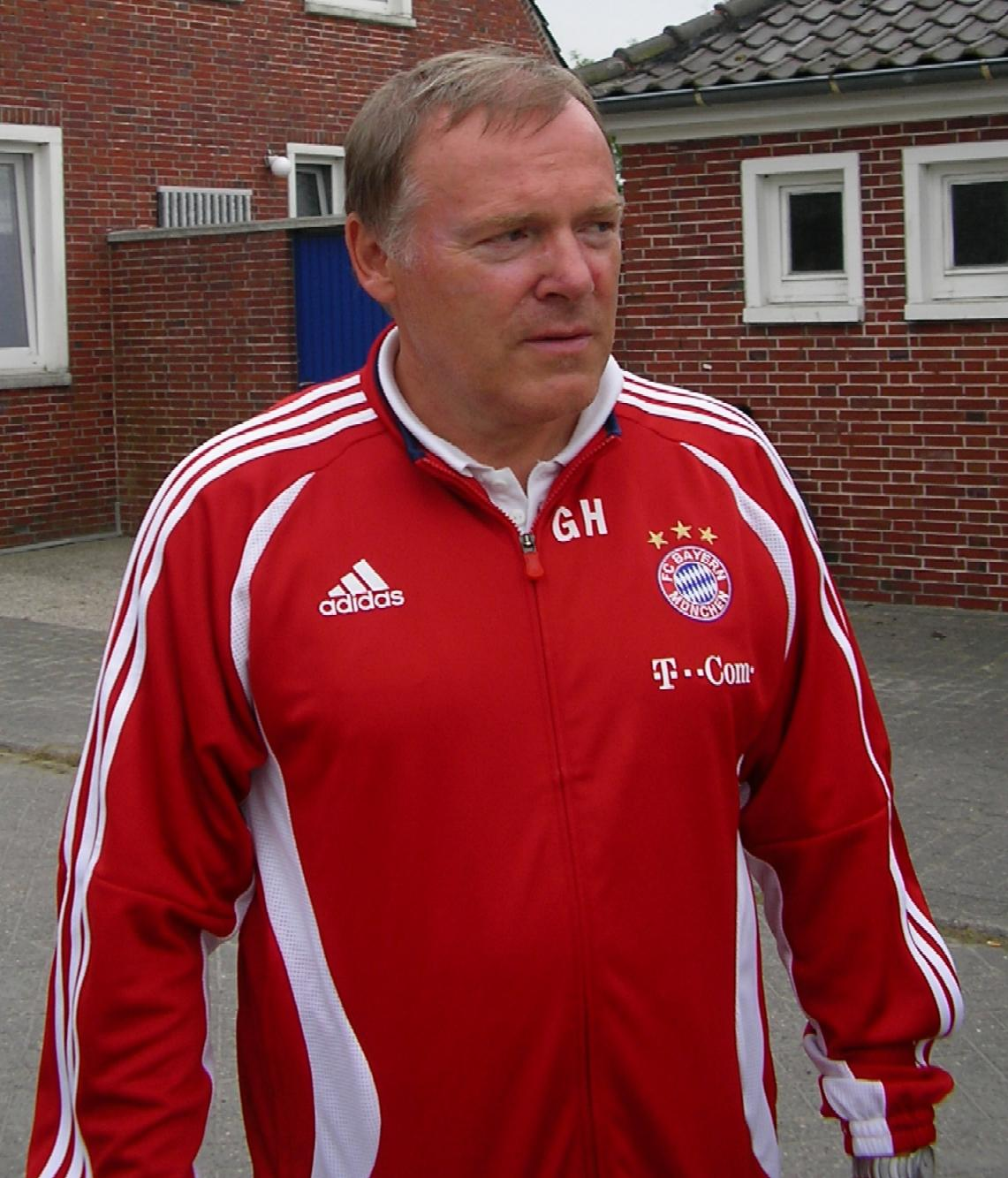
Gerland als Trainer der FC Bayern Amateure (2006)

Hermann Gerland (* 4. Juni 1954 in Bochum), auch „Tiger“ genannt, ist ein ehemaliger deutscher Fußballspieler und -trainer.
Den Großteil seiner Laufbahn als Spieler verbrachte er beim VfL Bochum, für den er über 200 Bundesligaspiele bestritt. Nach seiner aktiven Karriere als Fußballspieler wurde er Trainer, zunächst in Bochum, dann bei mehreren anderen Vereinen und machte sich insbesondere als Trainer der Amateurmannschaft des FC Bayern München einen Namen, bei der er zahlreiche spätere Nationalspieler betreute und in den Profifußball führte. Anschließend war er Co-Trainer der Profimannschaft des FC Bayern München. Von 2021 bis 2025 war er Assistenztrainer der deutschen U21-Nationalmannschaft. Während der WM 2022 war er Assistenztrainer des deutschen Bundestrainers Hansi Flick.

## Karriere als Spieler
Gerland begann beim Bochumer Stadtteilverein Westfalia Weitmar mit dem Fußballspielen und erhielt 18-jährig einen Profivertrag beim Bundesligisten VfL Bochum. Sein Bundesligadebüt gab er am 16. September 1972 (1. Spieltag) beim 2:0-Sieg im Auswärtsspiel gegen Eintracht Braunschweig mit Einwechslung für Werner Balte in der 72. Minute. Sein erstes von vier Punktspieltoren erzielte er am 19. Mai 1973 bei der 2:3-Niederlage im Heimspiel gegen Kickers Offenbach mit dem Treffer zum 2:2 in der 68. Minute. Nachdem er zunächst von 1972 bis 1975 im Sturm gespielt hatte, wechselte er 1975 auf die Position des Abwehrspielers. In 25 Spielen um den DFB-Pokal kam er zum Einsatz und erzielte in dem Wettbewerb zwei Tore.

## Karriere als Trainer
Seine Trainerlaufbahn begann er beim VfL Bochum in der Saison 1986/87 zunächst als Co-Trainer. In der Folgesaison 1987/88 erreichte er als Cheftrainer mit dem VfL Bochum am 28. Mai 1988 überraschend das DFB-Pokalfinale in Berlin, das 0:1 gegen Eintracht Frankfurt verloren ging. Zu Beginn der Saison 1988/89 wechselte er dann zum Bundesligisten 1. FC Nürnberg, den er bis 1990 betreute.
Ab der Saison 1990/91 trainierte er gleichzeitig die Amateure und die A-Jugend des FC Bayern München. 1991 legte er die Position als A-Jugend-Trainer nieder, Amateurtrainer blieb er bis 1995. Außerdem war Gerland in der Saison 1991/92 als Co-Trainer der Profimannschaft des FC Bayern München tätig. In der Saison 1995/96 trainierte er erneut den 1. FC Nürnberg, der zu dieser Zeit in der 2. Bundesliga spielte. 1996 übernahm er den Cheftrainerposten bei Tennis Borussia Berlin, die in der Spielzeit 1997/98 ungeschlagen blieb, mit nur sieben Gegentreffern die Regionalligameisterschaft gewann und in den bezahlten Fußball zurückkehrte. Obwohl sportlich erfolgreich und im Umfeld beliebt, wurde Gerland wegen Differenzen mit der Vereinsführung im November 1998 beurlaubt. 1999 wandte er sich in Marienfeld der Pferdezucht zu. Ab der Saison 1999/2000 trainierte Gerland den Bundesligisten Arminia Bielefeld, mit dem er aus der Bundesliga abstieg und in der Folgesaison vorzeitig entlassen wurde. Den Rest der Saison war er für den Zweitligisten SSV Ulm 1846 tätig. Seine Bilanz als Bundesligatrainer: 42 Siege, 53 Unentschieden und 68 Niederlagen.
Zwischen 2001 und 2009 trainierte er erneut die Amateurmannschaft des FC Bayern München, die sich 2008 für die neu gegründete 3. Liga qualifizierte. Am 27. April 2009 wurde er Co-Trainer des FC Bayern München unter Interimscoach Jupp Heynckes, seinen Posten als Cheftrainer der zweiten Mannschaft übernahm Mehmet Scholl. Auch unter Louis van Gaal blieb Gerland Co-Trainer der ersten Mannschaft, zudem blieb er der sportliche Leiter der zweiten Mannschaft, um zur besseren Integration von Nachwuchsspielern in der Bundesligamannschaft beizutragen.
Zur Saison 2010/11 übernahm er wieder die zweite Mannschaft des FC Bayern München, da Scholl den Verein verließ, blieb jedoch weiterhin auch als Co-Trainer der Profis tätig. In der Funktion als Trainer der zweiten Mannschaft wurde er im Frühjahr 2011 durch Andries Jonker ersetzt. Nach der Amtszeit von Pep Guardiola blieb Gerland auch unter Carlo Ancelotti Co-Trainer von Bayern München.
Zum Ende der Saison 2016/17 schied er aus dem Trainerteam von Carlo Ancelotti aus und übernahm zusammen mit Jochen Sauer die Leitung des FC Bayern Campus, dem neuen Nachwuchsleistungszentrums des FC Bayern. Insbesondere Gerlands unumstrittene Verdienste in der Vergangenheit für den Verein und dessen Nachwuchsarbeit waren ausschlaggebend dafür, dass er im neuen NLZ die sportliche Leitung übernahm.
Ab Oktober 2017 ließ Gerland die Tätigkeit im Nachwuchsbereich ruhen, um nach der Entlassung von Ancelotti bis zum Ende der Saison 2017/18 dem Interimstrainer Jupp Heynckes zu assistieren. Nachdem Heynckes’ Engagement in München zur Nachfolgesaison geendet hatte, kehrte Gerland wieder in das Amt des sportlichen Leiters zurück.
Nachdem Hansi Flick zum 11. Spieltag der Spielzeit 2019/20 das Amt des Cheftrainers der ersten Mannschaft von Niko Kovač übernommen hatte, wurde Gerland zu dessen Assistenten und erreichte nach der Unterbrechung aufgrund der COVID-19-Pandemie im August 2020 zum zweiten Mal das Triple aus Meisterschaft, DFB-Pokal und Champions League. Seine Tätigkeit als sportlicher Leiter des FC Bayern Campus übernahm Holger Seitz. Am 17. Mai 2021 wurde bekannt, dass er die Bayern am Ende der Saison trotz laufendem Vertrag verlassen wird, was mit dem Abschied Flicks zusammenfiel. Ursächlich für Gerlands Abschied war sein angespanntes Verhältnis zu Sportdirektor Hasan Salihamidzic. „Es passiert doch, dass zwei Menschen sich nicht abkönnen, oder?“, meinte Gerland später zum Thema.
Von August bis September 2021 war Gerland kurzzeitig beim DFB als Scout im Team von Bundestrainer Hansi Flick tätig. Von September 2021 bis Juni 2025 war er Co-Trainer des neuen Cheftrainers der U21-Nationalmannschaft, Antonio Di Salvo.
Während der WM 2022 war er Assistenztrainer des deutschen Bundestrainers Hansi Flick.
Im Juli 2025 beendete Gerland seine Trainerkarriere.

## Sonstiges
Gerland besuchte die Handelsschule und lernte Bankkaufmann. Er ist verheiratet und hat drei Töchter.
Andreas Leimbach-Niaz gelang es, in seinem Kurzfilm Der Tiger in München (2008), den als knorrig und wortkarg bekannten Gerland zum Reden zu bringen. Beim Kurzfilmwettbewerb des Fußballfilm-Festivals in Berlin wurde der Beitrag mit der Goldenen Elf ausgezeichnet.
Auch Andreas Bach führte für seine Dokumentation Hauptsache Fußball – Junge Profis auf dem Weg ins Spiel ein offenes und ausführliches Interview mit Gerland, das der DVD zudem in ungekürzter Form als Bonusmaterial beigelegt wurde.
Aufgrund seiner Beliebtheit bei den Bayern-Fans erhielt das Städtische Stadion an der Grünwalder Straße, Spielstätte der zweiten Mannschaft des FC Bayern München, den Spitznamen „Hermann-Gerland-Kampfbahn“.
Als Trainer der Bayern-Amateure entwickelte Gerland spätere Nationalspieler wie Christian Nerlinger, Dietmar Hamann, Philipp Lahm, Bastian Schweinsteiger, Thomas Müller und Holger Badstuber, die alle den Sprung aus der Jugend in die Profimannschaft schafften.
2025 wurde Gerland der Bayerische Verdienstorden verliehen.

## Erfolge

### Als Trainer
- mit dem VfL Bochum
  - Finalist im DFB-Pokal 1987/88

- mit dem 1. FC Nürnberg
  - Teilnehmer im UEFA-Pokal 1988/89
- mit Tennis Borussia Berlin
  - Meister Regionalliga Nordost: 1997/98
  - Deutscher Amateurmeister: 1998 und Aufstieg in die 2. Bundesliga

- mit dem FC Bayern München Amateure
  - Meister Regionalliga Süd: 2003/04
  - Qualifikation für die 3. Liga: 2007/08
  - IFA Shield: 2005
  - Bayerischer Landespokalsieger: 2001/02
  - Oberbayerischer Pokalsieger (3): 1995, 2001, 2002

### Als Co-Trainer
International
- UEFA-Champions-League:
  - Sieger (2): 2012/13, 2019/20
  - Finalist (2): 2009/10, 2011/12
- UEFA Super Cup (2): 2013, 2020
- FIFA-Klub-Weltmeisterschaft (2): 2013, 2020

National
- Deutscher Meister (9): 2009/10, 2012/13, 2013/14, 2014/15, 2015/16, 2016/17, 2017/18, 2019/20, 2020/21
- DFB-Pokal:
  - Sieger (5): 2009/10, 2012/13, 2013/14, 2015/16, 2019/20
  - Finalist (1): 2011/12
- DFL-Supercup (4): 2010, 2012, 2016, 2020

 Individuell 
- Trainerpreis des deutschen Fußballs: 2011

## Veröffentlichungen
- Immer auf'm Platz. Mein Leben für den Fußball. Droemer, München 2022, ISBN 978-3-426-27886-4